# Doolittle (álbum)
Doolittle es el segundo álbum de estudio de la banda estadounidense de rock alternativo e indie rock Pixies, lanzado al mercado el 17 de abril de 1989 por el sello discográfico 4AD. La temática poco convencional del álbum, con referencias al surrealismo, la violencia bíblica, la tortura y la muerte, contrasta con el sonido limpio de la producción conseguida por el nuevo productor de la banda, Gil Norton. Doolittle fue la primera producción internacional de Pixies con Elektra Records actuando como distribuidor del álbum en Estados Unidos y PolyGram en Canadá.
Se extrajeron dos sencillos del álbum, «Here Comes Your Man» y «Monkey Gone to Heaven», ambos de ellos con cierto éxito en la lista de Modern Rock Tracks de Estados Unidos. El disco en sí llegó al puesto número ocho de la lista británica de álbumes; un inesperado éxito para la banda. Mirando atrás, canciones como «Debaser», «Wave of Mutilation» y «Hey» han recibido grandes críticas, mientras que el disco, junto con Surfer Rosa, es visto como uno de sus mejores.
Doolittle ha seguido vendiéndose bien a lo largo de los años, siendo certificado oro por la Recording Industry Association of America en 1995. El álbum ha sido citado como inspiración para muchos artistas de música alternativa, mientras que muchas publicaciones lo han posicionado como uno de los álbumes más influyentes de la historia. Una encuesta de 2003 de la revista NME lo colocó en el puesto número dos de los mejores álbumes de la historia.

## Antecedentes
Siguiendo su aclamado por la crítica, aunque fracaso comercial de 1988, Surfer Rosa, la banda se embarcó en una gira europea con la banda de Boston Throwing Muses, antes de comenzar una gira por Estados Unidos. En este tiempo Black Francis, el líder de la banda y principal compositor, comenzó a escribir nuevo material para su futuro álbum, con canciones como «Dead», «Hey», «Tame» y «There Goes My Gun» emergiendo en el transcurso del año. Se grabaron algunas primeras versiones de estas canciones para unas sesiones de John Peel de 1988, mientras que una versión en directo de «Hey» apareció en un EP gratuito entregado por la revista Sounds.
Durante el verano de ese mismo año, Pixies comenzó a grabar una sesiones demo en los descansos de la gira. Para ello, la banda fue a los estudios de grabación Eden Sound, que en aquel entonces consistía en una pequeña habitación en el sótano de una peluquería. Grabaron en el estudio una semana, en circunstancias similares a la grabación de las sesiones de The Purple Tape del año pasado. Francis entregó la demo con el título provisional de Whore (Puta), aunque luego dijo que fue su padre quien sugirió el título. Francis aclaró después que él estaba pensando en la palabra "en un sentido más tradicional [...] un sentido operístico, bíblico, [...] como en La puta de Babilonia". Después de completar la demo, el mánager de la banda Ken Goes sugirió dos productores para el álbum; el británico Gil Norton y el estadounidense Ed Stasium. La banda había trabajado con anterioridad con Norton durante la grabación del sencillo «Gigantic» en mayo de 1988. Francis no tenía preferencias, aunque Ivo Watts-Russell, dueño de 4AD, prefería a Norton para la grabación del álbum. Se le contrató como productor, mientras que a Stasium ni siquiera se le llegó a llamar.
Norton llegó a Boston en octubre, yendo en primer lugar a casa de Francis para escuchar la demo del álbum. Los dos hablaron sobre los arreglos, pasando dos días analizando de forma intensiva las canciones del álbum. Norton aprendió a calibrar las reacciones de Francis para cambiar arreglos, y después resaltó que al músico «no le gusta hacer dos veces la misma cosa». Norton pasó dos semanas más en preproducción para familiarizarse con el sonido de Pixies.

## Grabación
Las sesiones de grabación del álbum comenzaron el 31 de octubre de 1988 en los estudios Downtown Recorders de Boston, Massachusetts, un estudio profesional de 24 pistas. 4AD proporcionaron a Pixies cuarenta mil dólares para la grabación, excluyendo la paga del productor. Esta cifra era modesta para un álbum en la década de 1980, aunque cuadruplicaba la cantidad gastada en Surfer Rosa. Junto a Norton, dos ingenieros asistentes y dos segundos asistentes fueron asignados al proyecto. Las sesiones se prolongaron tres semanas, dándose por finalizado el proceso de grabación el 23 de noviembre, grabándose «casi una canción al día».
La producción y mezcla del disco comenzaron el 28 de noviembre. La banda se trasladó a Carriage House Studios en Stamford, Connecticut, para supervisar la producción y grabar más material. Norton contrató a Steve Haigler como ingeniero de mezclas, con quien había trabajado antes en Fort Apache Studios. Durante la producción, Haigler y Norton añadieron capas de guitarra y voz a las canciones, incluyendo guitarra con la técnica del overdubbing en «Debaser» y voces en «Wave of Mutilation». Durante las grabaciones, Norton advirtió a Francis para que alterara varias de las canciones; por ejemplo «There Goes My Gun» que en un principio estaba concebida como una canción mucho más rápida, al estilo de Hüsker Dü, fue ralentizada por Francis aconsejado por Norton.
Las sugerencias de Norton no siempre estuvieron bien recibidas, y varias instancias para añadir estrofas y alargar el tiempo de duración de algunas de las pistas contribuyeron a frustrar a Francis. En un momento dado Francis llevó a Norton a una tienda de discos, donde le entregó una copia del álbum de grandes éxitos de Buddy Holly, en el que la mayoría de las canciones duran menos de dos minutos. Le dijo a Norton: "Si es bueno para Buddy Holly..." En una entrevista a Rolling Stone, Francis diría que «este álbum es él intentando hacernos, yo diría, comercial, y nosotros intentando permanecer algo grunge». La producción continuó hasta el 12 de diciembre de 1988, con Norton y Haigler añadiendo efectos y reverb a la mezcla. Finalmente, a final de mes se enviaron las cintas máster para la posproducción.

## Lanzamiento
En los meses siguientes al lanzamiento de Surfer Rosa, los mánager de Pixies llamaron a varios sellos discográficos. El miembro de la A&R de Elektra Records, Peter Lubin vio a la banda por primera vez en octubre de 1988, cuando hicieron de teloneros de The Jesus and Mary Chain. Comenzó inmediatamente a intentar convencer a la banda para que firmaran con Elektra, cosa que ocurrió durante la gira británica de otoño de 1989. Elecktra inmediatamente lanzó un álbum promocional grabado en directo, que contenía dos canciones de su siguiente álbum, «Debaser» y «Gouge Away», junto a una selección de canciones de trabajos anteriores.
Pero en Elektra aún no habían conseguido los derechos de distribución del próximo álbum de Pixies. 4AD, por aquel entonces un pequeño sello independiente seguía teniendo los derechos de distribución mundial de sus lanzamientos, aun sin tener medios para distribuir fuera del Reino Unido, por lo que la banda anteriormente había tenido que importar sus álbumes desde Europa. Los representantes de Pixies buscaron distribución internacional y las negociaciones con Elektra y otras compañías discográficas empezaron en el último cuatrimestre de 1988, completándose solo dos semanas antes del lanzamiento de Doolittle, el 2 de abril de 1989. PolyGram había conseguido cerrar la distribución en Canadá del álbum.
Doolittle se lanzó al mercado en el Reino Unido el 17 de abril de 1989 y al día siguiente en Estados Unidos. En Estados Unidos, ayudados por el estatus de multinacional de Elektra Records, se hizo una publicidad para minoristas, y «Monkey Gone to Heaven», el primer sencillo del álbum, se comenzó a difundir en la radio. La posición en listas de Doolittle en los Estados Unidos no fue muy buena; el álbum entró en el puesto número 171 de la lista Billboard 200. De todas maneras, con la emisión de «Monkey Gone to Heaven» en las emisoras de radio universitarias, Doolittle finalmente llegó al puesto número 98 y permaneció dos semanas en el Top 100. En el Reino Unido llegó al número ocho de la lista de UK Album Chart. Esto fue un éxito inesperado por la banda, teniendo en cuenta que sus anteriores trabajos, Come On Pilgrim y Surfer Rosa, no habían tenido un gran éxito de ventas en el Reino Unido.
En junio de 1989 4AD lanzó «Here Comes Your Man» como segundo sencillo extraído del álbum, llegando al número tres de la lista Modern Rock Tracks y al número cincuenta y seis en la UK Singles Chart. No fue el último sencillo extraído del álbum: en 1997, "Debaser" se lanzó como sencillo para promocionar el álbum recopilatorio Death to the Pixies.

## Música
Doolittle contiene una mezcla ecléctica de estilos musicales. Mientras que pistas como «Tame» y «Crackity Jones» son rápidas y agresivas, e incorporan los cambios dinámicos de volumen típicos de la banda; otras canciones como "Silver", "I Bleed" y "Here Comes Your Man" revelan un temperamento más calmado, lento y melódico. Con Doolittle, la banda comenzó a incorporar más instrumentos en su música. «Monkey Gone to Heaven» cuenta con dos violines y dos violonchelos; mientras que otras canciones de Doolittle se construyen alrededor de simple progresiones melódicas. 
«Tame» está basada en una progresión de tres acordes que se tocan continuamente; además de un «acorde de Hendrix» tocado por Joey Santiago sobre la progresión principal del bajo. «I Bleed» es melódicamente simple, y se forma alrededor de una repetición rítmica. Algunas canciones están influenciadas por otros géneros musicales; mientras que «Crackity Jones» tiene un sonido muy español, e incorpora acordes de sol♯ y la sobre un pedal de do♯, la guitarra rítmica de la canción, tocada por Francis, empieza con un rasgueo descendente de corcheas, típico de la música punk rock.

## Letras
Los temas explorados en Doolittle van desde el surrealismo de «Debaser» a la catástrofe medioambiental de «Monkey Gone to Heaven». Las mujeres y prostitutas de «Mr. Grieves», «Tame» y «Hey» comparten espacio con las analogías bíblicas de «Dead» y «Gouge Away». Black Francis a menudo ha dicho que las letras de Doolittle solo eran «palabras que encajaban bien juntas», y que «el objetivo [del álbum] es experimentarlo, disfrutarlo, dejarse entretener por él». Francis compuso todo el material del álbum a excepción de "Silver", coescrita con Kim Deal.
La primera canción del álbum, «Debaser», hace referencia al surrealismo, un tema recurrente del álbum en su conjunto. «Debaser» alude a la película de Luis Buñuel y Salvador Dalí de 1929, Un perro andaluz, y la letra «slicing up eyeballs» (rebanando pupilas) hace referencia a una de las escenas de la misma. El surrealismo, que es un movimiento artístico en el cual la liberación del ser y la sociedad son alcanzadas a través de la ejercitación del «inconsciente», influenció fuertemente a Francis en su época universitaria y a lo largo de su carrera con Pixies. En 1989, Francis expresó su interés por el surrealismo y su influencia en sus composiciones al periódico New York Times diciendo: "Me empecé a interesar en películas de vanguardia y surrealismo como un escape de la realidad. [...] Para mí, el surrealismo es totalmente artificial. Recientemente leí una entrevista con el director David Lynch que dijo que tenía ideas e imágenes pero que no sabía exactamente lo que significaban. Así es como yo compongo".
Otro de los temas recurrentes del álbum es la catástrofe medioambiental. «Monkey Gone to Heaven» habla de la destrucción del océano de manos del hombre y «la confusión sobre el lugar del hombre en el universo». Como Francis dijo: «Por un lado, [el océano] es un gran váter orgánico. Las cosas son enjuagadas y purificadas o descompuestas en su gran sitio, oscuro y misterioso«, de lo que Black diría: «Es también un sitio muy mitológico donde hay jardines de pulpos, el Triángulo de las Bermudas, Atlantis y sirenas». «Monkey Gone to Heaven» trata sobre la relación del hombre con lo divino, una temática compartida con «Mr. Grieves».
Dos canciones de Doolittle tratan de historias bíblicas: la historia David y Bathsheba en «Dead» y Sansón y Delilah en «Gouge Away». La fascinación de Francis por los temas bíblicos vienen de su adolescencia; cuando tenía doce años, sus padres y él se unieron a una iglesia evangélica ligada a La asamblea de Dios. Este pasado fue influencia de Doolittle, en su mención de que el Diablo era seis y Dios era siete en "Monkey Gone to Heaven".
Otras canciones tratan temas eclécticos, como «Wave of Mutilation», que Francis dice que trata de «empresarios japoneses cometiendo asesinatos-suicidios con sus familias porque han fallado en sus negocios, y saltan de un muelle dentro del océano». Los temas del mar y el fondo oceánico de «Wave of Mutilation», que también aparecen en «Mr. Grieves» y «Monkey Gone to Heaven», son alegorías a la muerte y la destrucción del hombre. Ben Sisario apunta que el álbum comienza («Debase») y acaba («Gouge Away») con canciones sobre violencia infligida sobre los ojos. «Crackity Jones» trata de otro tema diferente; el compañero de piso de Francis durante su viaje de intercambio a Puerto Rico, al que describió como «compañero de habitación raro, psicótico y gay».
Doolittle también trata de algunos temas más «normales». «La La Love You», cantada por el baterista de la banda David Lovering, es una canción romántica, aunque ha sido llamada «una pulla a las canciones de amor». Francis se la dio a Lovering para que la cantase, «como una cosa a lo Ringo»; Lovering al principio se negó, pero Norton dijo que después era "imposible alejarle del micrófono". Además de cantar en «La La Love You», Lovering tocó el bajo en «Silver», con Deal tocando la guitarra slide; esto nunca se volvería a repetir.

## Portada del álbum
Doolittle fue el primer álbum en que Simon Larbalestier, el fotógrafo de las portadas de Pixies, y Vaughan Oliver, el diseñador artístico de las portadas, tuvieron acceso a las letras. Según Larbalestier, esto fue «una diferencia fundamental". El acceso a las letras permitió al diseño y las fotografía estar más cerca del contenido del disco; la portada hace referencia a la temática de «Monkey Gone to Heaven», y muestra a un mono embalsamado, con un halo y los números cinco, seis y siete encima.
Las imágenes abstractas y surrealistas dentro del libreto del álbum están directamente relacionadas con el contenido del mismo. «Gouge Away» está representada con una imagen de una cuchara llena de pelo, colocada en el torso de una mujer; una representación pictórica de la heroína, con la cuchara y el pelo representando el caballo. «I Bleed» se referencia con la imagen «As Loud As Hell», que muestra «una campana sonando» con dientes; haciendo referencia a la frase de la canción «it shakes my teeth» (me hace castañear los dientes). «Walking with the Crustaceans» es una representación visual de las letras de «Wave of Mutilation». Larbalestier después comentaría sobre su interés en "el surrealismo temprano" en esta época.

### Título del álbum
Durante las sesiones de grabación, Whore fue descartado como título del álbum, después de que Oliver cambiara la idea del diseño artístico de la portada al del mono y el halo. Francis después explicó este cambio:

Pensé que la gente iba a pensar que era una especie de anticatólico o que había sido criado como católico y estaba intentando convertirme a esta especie de chico malo del catolicismo. [...] Un mono con un halo, llamando al álbum Whore - eso traería todo tipo de comentarios de mierda que no serían verdad. Así que cambié el título.

Francis renombraría el álbum como Doolittle, nombre tomado de la letra de «Mr. Grieves» «Pray for a man in the middle / One that talks like Doolittle». Esto ya se había hecho en los álbumes anteriores de Pixies; tanto Come On Pilgrim como Surfer Rosa usaban parte de letras de canción para dar título a los álbumes.

## Recepción de la crítica
La reacción hacia Doolittle fue en general positiva, recibiendo elogios de varias publicaciones importantes. NME comentó que «las canciones de Doolittle tienen el poder de hacerte saltar literalmente de excitación». Q, que dio al álbum cuatro de cinco estrellas, dijo que «el ruido estructurado cuidadosamente y la insistencia del ritmo hace que Doolittle tenga lógica». Tim Rolston, de Daily Telegraph elogió a Doolittle llamándolo «un fascinante álbum de rock and roll» y la «media hora más acertada hasta ahora de Pixies». Otras publicaciones también concedieron cuatro de sus cinco estrellas al álbum, incluyendo el semanal británico Record Mirror, The Philadelphia Inquirer, Los Angeles Times y el Chicago Tribune. Robert Christgau de The Village Voice le concedió un B+, sugiriendo que «hacerse famosos demasiado deprisa podría arruinarles».
De todas maneras, Doolittle recibió críticas en todos los sentidos. Time Out dijo que «la producción teatral de Gil Norton hace un drama de algo que tenía que haber sido una crisis». Spin hizo una crítica de solo cien palabras, incluyendo el comentario del crítico Joe Levy: «La demencia menos surrealista y más estúpida, y las canciones en sí mismas más parecidas a canciones que aventuras». Rolling Stone, en su crítica de julio de 1988, concedió al álbum tres estrellas y media de cinco. Doolittle apareció en varias listas de «mejor álbum del año»; tanto Rolling Stone como The Village Voice situaron al álbum en el décimo lugar, y las revistas de música indie Sounds y Melody Maker lo colocaron en el segundo lugar. NME también lo incluyó en su lista de los mejores del año, situándolo en el lugar número catorce.
Varias revistas desde entonces han incluido a Doolittle en uno de sus álbumes esenciales de rock alternativo de los años 1980. Rolling Stone, en su crítica de Doolittle de 2002, dio al álbum cinco de cinco estrellas, diciendo que era «la base del rock de los noventa». Doolittle ha obtenido varios reconocimientos internacionales y se incluye con mucha frecuencia entre los mejores álbumes de la década de 1980.

## Legado
La dinámica de ruido/silencio presente en Doolittle, muy notable en «Tame», ha sido de gran influencia para el rock alternativo en general y el grunge en particular. Después de componer «Smells Like Teen Spirit», tanto Kurt Cobain como Krist Novoselic de Nirvana pensaron: «Esto realmente suena a Pixies. La gente nos va a criticar por esto». El guitarrista de The Smashing Pumpkins James Iha describió Doolittle como menos crudo que Surfer Rosa pero «más fácil de escuchar» y «Here Comes Your Man» como «una grabación clásica de pop». La artista alternativa PJ Harvey estuvo «sobrecogida» con «I Bleed» y «Tame», describiendo las composiciones de Francis como "increíbles".

### Las relaciones de la banda
Durante la grabación de Doolittle, las tensiones entre Francis y Deal comenzaron a ser visibles para el resto de la banda y el equipo de producción. Las discusiones y desplantes entre ambos durante las sesiones de grabación llevaron a aumentar los problemas de la banda. John Murphy, en aquel entonces el marido de Deal, después diría que la grabación de Doolittle «pasó de ser diversión a solo trabajo». El cansancio por las largas giras y de haber editado tres álbumes en dos años contribuyeron a las fricciones. Todo esto culminó con el fin de la gira de apoyo de Doolittle, «Fuck or Fight», donde estaban demasiado cansado incluso para asistir a la fiesta de fin de gira. Poco después la banda anunció que se tomarían un descanso.
Después de su vuelta en 1990, Francis comenzó a limitar las contribuciones a la banda de Deal. Francis compuso y cantó todo el material de los dos siguientes álbumes de la banda; Bossanova de 1990 y Trompe le Monde de 1991 (ambos producidos por Norton y mezclados por Haigler). Esta ruptura en las relaciones entre Deal y Francis, aparecida en primer lugar durante la grabación de Doolittle, llevaría a la disolución definitiva de la banda a finales de 1992 y principios de 1993.

### Ventas
Después de su lanzamiento, Doolittle vendió de forma estable en Estados Unidos, sobrepasando en seis meses los cien mil álbumes vendidos. Para principios de 1992, mientras la banda estaba de gira con U2 en su gira Zoo TV, el álbum vendía una media de mil quinientos álbumes a la semana. Para mediados de 1993, dos años después del lanzamiento de Trompe le Monde, seguía vendiendo unas mil doscientas copias a la semana. Doolittle fue certificado oro por la Recording Industry Association of America en 1995. Diez años después de la separación de la banda, Doolittle seguía vendiendo entre quinientas y mil copias a la semana, que con la gira de reunión en 2004 aumentó a unas mil doscientas a la semana. Para finales de 2005, las estimaciones colocaban entre ochocientas mil y un millón las copias vendidas en Estados Unidos.

## Lista de canciones
Todas las canciones compuestas por Frank Black, excepto donde se indique lo contrario.
| N.º | Título                  | Escritor(es)      | Duración |  |
| 1.  | «Debaser»               |                   | 2:52     |  |
| 2.  | «Tame»                  |                   | 1:55     |  |
| 3.  | «Wave of Mutilation»    |                   | 2:04     |  |
| 4.  | «I Bleed»               |                   | 2:34     |  |
| 5.  | «Here Comes Your Man»   |                   | 3:21     |  |
| 6.  | «Dead»                  |                   | 2:21     |  |
| 7.  | «Monkey Gone to Heaven» |                   | 2:56     |  |
| 8.  | «Mr. Grieves»           |                   | 2:05     |  |
| 9.  | «Crackity Jones»        |                   | 1:24     |  |
| 10. | «La La Love You»        |                   | 2:43     |  |
| 11. | «No. 13 Baby»           |                   | 3:51     |  |
| 12. | «There Goes My Gun»     |                   | 1:49     |  |
| 13. | «Hey»                   |                   | 3:31     |  |
| 14. | «Silver»                | Francis, Kim Deal | 2:25     |  |
| 15. | «Gouge Away»            |                   | 2:45     |  |

## Créditos
| Músicos - Black Francis: voz y guitarra rítmica. - Kim Deal: bajo, voz y guitarra en «Silver». - Joey Santiago: guitarra y voz. - David Lovering: batería, voz en «La La Love You» y bajo en «Silver». Músicos adicionales en «Monkey Gone to Heaven» - Karen Karlsrud - violín - Corine Metter - violín - Arthur Fiacco - violonchelo - Ann Rorich - violonchelo | Producción - Steve Haigler – ingeniero de mezclas - Matt Lane – ingeniero asistente - Simon Larbalestier – imagen de la portada, imágenes del libreto - Gil Norton – productor, ingeniero de sonido - Vaughan Oliver – imágenes del libreto - Dave Snider – ingeniero asistente - Publicado por Rice 'n' Beans Music BMI |

## Reconocimientos
La información sobre los reconocimientos a Doolittle se han tomado de AcclaimedMusic.net.
| Publicación   | País           | Reconocimiento                               | Año  | Posición |
| ------------- | -------------- | -------------------------------------------- | ---- | -------- |
| Hot Press     | Irlanda        | Álbumes Top 100                              | 2006 | 34       |
| Juice         | Australia      | Los 59 mejores álbumes de todos los tiempos  | 1997 | 2        |
| NME           | Reino Unido    | Álbumes Top 100                              | 2003 | 2        |
| Panorama      | Noruega        | Los 30 mejores álbumes entre1970–98          | 1999 | 1        |
| Q             | Reino Unido    | Ultimate Music Collection                    | 2005 | *        |
| Rolling Stone | Estados Unidos | Los 500 mejores álbumes de todos los tiempos | 2003 | 226      |
| Spin          | Estados Unidos | Álbumes Top 100 (1985–2005)                  | 2005 | 36       |

(*) listas sin orden específico.

## Posición en listas
Álbum
| Lista (1989)                     | Posición |
| -------------------------------- | -------- |
| Billboard 200 de Estados Unidos  | 98       |
| Lista de álbumes del Reino Unido | 8        |
| Lista de álbumes de Francia      | 66       |

Sencillos
| Año  | Sencillo                | Lista (1989)                    | Posición |
| ---- | ----------------------- | ------------------------------- | -------- |
| 1989 | «Here Comes Your Man«   | Billboard Modern Rock Tracks    | 3        |
| 1989 | «Here Comes Your Man«   | UK Singles Chart                | 54       |
| 1989 | «Monkey Gone to Heaven» | US Billboard Modern Rock Tracks | 5        |
| 1989 | «Monkey Gone to Heaven» | UK Singles Chart                | 60       |
| 1997 | «Debaser»               | Billboard Modern Rock Tracks    | —        |
| 1997 | «Debaser»               | UK Singles Chart                | 23       |